# Эшмуназор II

Сидон в составе Ахеменидской державы

Эшмуназор II (Эшмуназар II; финик. 𐤀𐤔𐤌𐤍𐤏𐤆𐤓 ʾšmnʿzr — «Эшмун помогает», др.-греч. Ἀνύσος) — царь Сидона (около 475—461 до н. э.).

## Биография

### Правление
Эшмуназор II был сыном правителя Сидона Табнита I. Его матерью была жрица богини Астарты Амаштарт, дочь царя Эшмуназора I и, таким образом, единокровная сестра своего супруга. Эшмуназор II унаследовал сидонский престол после смерти своего отца. Его правление датируется первой половиной V века до н. э. Как более точный упоминается период между 475 и 461 годами до н. э. включительно.
Эшмуназор II родился уже после смерти своего отца и был провозглашён царём ещё ребёнком. От имени малолетнего монарха правила его мать Амаштарт. Сам Эшмуназор II, в отличие от отца Табнита I и деда Эшмуназора I, жрецом так и не стал.
В правление Эшмуназора II сидоняне принимали активное участие в Греко-персидских войнах, сражаясь во флоте Ахеменидов, своих верховных повелителей. В том числе, сидонские корабли участвовали в битве при Эвремедонте в 469 или 466 году до н. э. В этой битве персидский флот, состоявший в основном из финикийских кораблей, потерпел тяжёлое поражение, потеряв около двухсот судов. Тогда же вблизи Кипра греками была разбита ещё одна финикийская эскадра.
Предполагается, что Амаштарт поддержала Артаксеркса I в борьбе за власть в Персии. В благодарность за это тот передал правителю Сидона города Дор, Яффу и «великолепные хлебные земли» на Шаронской равнине. Это позволило сидонянам впервые стать экспортёрами сельскохозяйственной продукции и этим компенсировать свои потери из-за сокращения морской торговли, вызванного Греко-персидскими войнами. Полученные доходы позволили начать строительство посвящённого богу Эшмуну храма, возведённого по образцу персидских храмов. В Сидоне также были построены святилища в честь Астарты и Ваала.
Эшмуназор II правил Сидоном четырнадцать лет и умер ещё «мальчиком немногих лет». Следующим известным правителем Сидона был Бодастарт, вероятно, двоюродный брат Эшмуназора II.

### Саркофаг

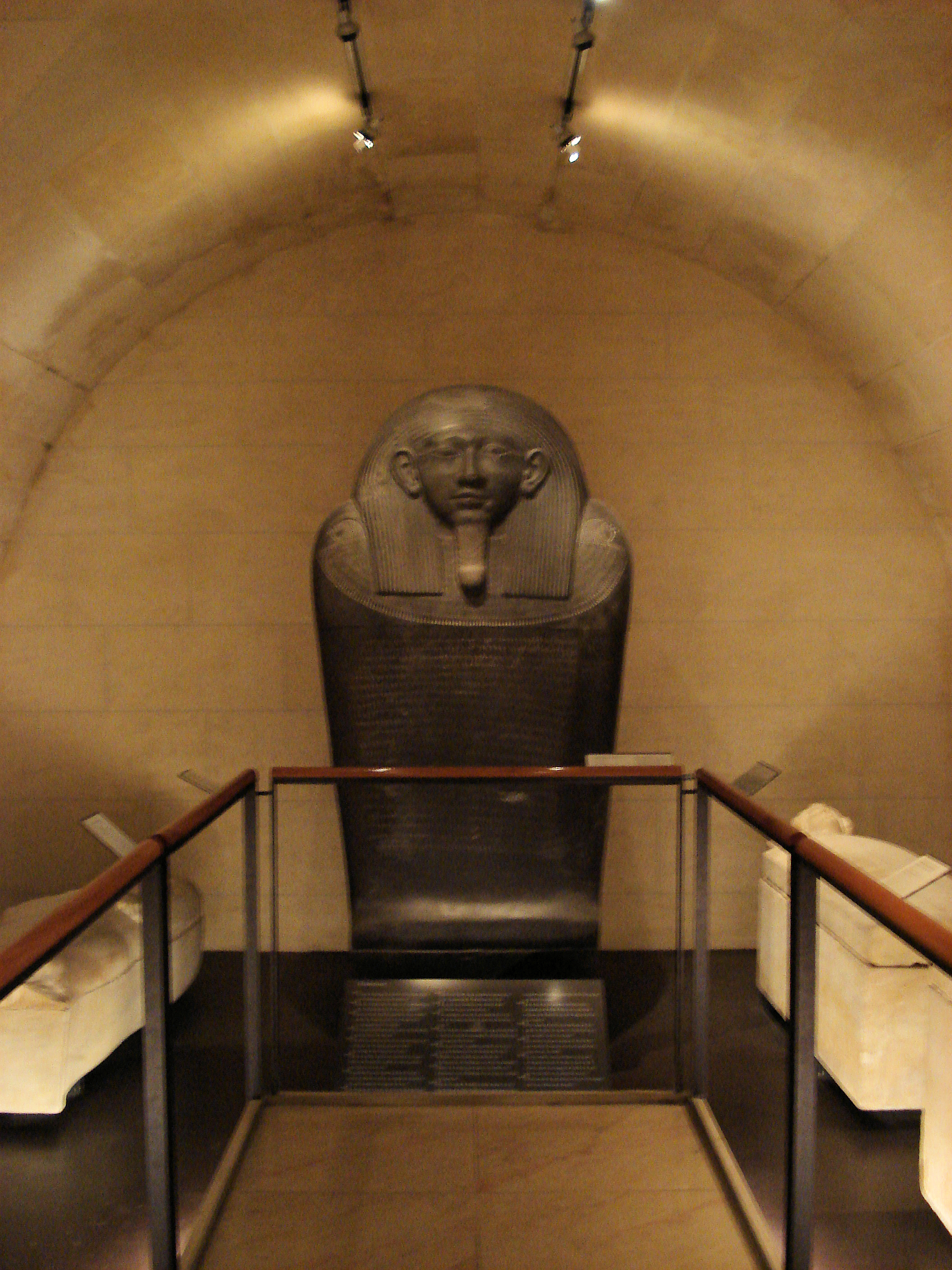
Саркофаг Эшмуназора II. Лувр

Эшмуназор II получил большую известность благодаря саркофагу, в котором он был похоронен. Этот артефакт, обнаруженный в 1855 году в одном из некрополей вблизи Сидона, выставлен в Лувре. Саркофаг имеет египетское происхождение (ранее находившиеся на нём иероглифы были стёрты) и датируется началом V века до н. э.
На саркофаге имеется надпись (KAI—141), сделанная финикийскими буквами. В надписи упоминается имя царя («Эшмуназор, царь сидонян, сын Табнита, царя сидонян, внук Эшмуназора, царя сидонян») и содержится предостережение грабителям и тем, кто пожелает перенести саркофаг в другое место. Упоминается, что надпись сделана в месяц бул (соответствует месяцу хешван еврейского календаря) четырнадцатого года правления Эшмуназора II. Язык надписи — один из диалектов ханаанского языка, близкого к языку Ветхого Завета. В надписи также упоминается имя матери царя — Амаштарт, жрицы богини Астарты. Сообщается, что строительство храма Эшмуна, в котором Эшмуназор II был похоронен, было проведено радениями его самого и его матери.
Надпись с саркофага Эшмуназора II в 1915 году была изложена в стихотворной форме Валерием Брюсовым и включена в антологию «Сны человечества».

## Комментарии
1. ↑  Также существует предположение, относящее правление Эшмуназора II к более раннему времени: приблизительно к 530-м годам до н. э.[4]